# Bifurcaria bifurcata
Espèce
Bifurcaria bifurcata est une espèce d'algue marine de la famille des Sargassaceae.

## Description
Bifurcaria bifurcata est une algue brune autotrophe et vivace pouvant atteindre une longueur de 50 cm. Elle se présente sous forme de cordons cylindriques de couleur jaunâtre, avec une base non ramifiée, des ramifications alternées, puis une division dichotomique (nl). Les segments mesurent environ 3 à 5 mm de diamètre et présentent parfois une croissance inégale, ce qui rend l’un des segments plus long que l’autre. Sa base est constituée d’un crampon ramifié, distinct d’un disque véritable. Quelques flotteurs (ou aérocytes) sont dispersés le long du thalle. Les organes reproducteurs, appelés conceptacles, sont hermaphrodites et produisent des gamètes mâles et femelles. Ils se situent à l’extrémité des rameaux et deviennent matures au printemps, période où la fertilité atteint son apogée. Immatures au début de l’année, ils acquièrent leur pleine fonctionnalité au cours de cette saison.

## Distribution
L'espèce Bifurcaria bifurcata est distribuée le long des côtes de l'Atlantique Nord-Est, englobant les régions marines tempérées d'Europe occidentale et d'Afrique du Nord-Ouest. Voici selon AlgaeBase les pays dans lesquels elle est signalée (voir les références sur le site) :
- Europe : Grande-Bretagne, Îles Anglo-Normandes, France (incluant les côtes atlantiques et la Bretagne), Irlande, Pays-Bas, Portugal, Espagne.
- Afrique : Maroc, Sahara occidental.

## Écologie
Cette algue se trouve principalement dans la partie supérieure de l’étage infralittoral, préférant des environnements battus, semi-battus ou parfois abrités. Elle est fréquemment associée à Himanthalia elongata. Rarement émergée, sauf lors des grandes marées de vives-eaux, elle peut également se développer dans des cuvettes rocheuses où sa teinte devient plus claire.
Historiquement, parmi les onze types de flaques identifiées en France par Davy de Vireville en 1934, cet auteur citait une « flaque à Bifurcaria » (alors appelée B. tuberculata), généralement située sous les zones occupées par les Fucacées. Dans les typologies récentes (2022) des habitats métropolitains établies par l'INPN, elle correspond aux « Cuvettes en milieu rocheux du médiolittoral à Bifurcaria bifurcata » (code  A1-6.2.1.2),. Cet habitat est strictement équivalent à l'habitat dénommé « Bifurcaria bifurcata des cuvettes peu profondes du médiolittoral » (code MA1-2623) dans la Classification des habitats EUNIS 2022 au niveau européen.

## Systématique
Le nom correct complet (avec auteur) de ce taxon est Bifurcaria bifurcata R.Ross, 1958.
D'après AlgaeBase, B. bifurcata a pour synonymes hétérotypiques :
- Fucus rotundatus Hudson 1762
- Fucus bifurcatus Velley 1792
- Carpoblepta tuberculata Stackhouse 1816
- Cervina tuberculata S.F. Gray 1821
- Pycnophycus tuberculatus Kützing 1843
- Cymaduse tuberculata Decaisne & Thuret 1845
- Fucodium tuberculatum J.Agardh 1848
- Ascophylla tuberculatum Kuntze 1891

Alors que WoRMS liste 6 synonymes non acceptés :
- Ascophylla tuberculatum Kuntze, 1891
- Bifurcaria tuberculata Stackhouse, 1809
- Fucus bifurcatus Velley, 1792
- Fucus rotundatus Hudson, 1762
- Fucus tuberculatus Hudson, 1778
- Pycnophycus tuberculatus (Stackhouse) Kützing, 1843

## Étymologie
Le nom de genre Bifurcaria provient du latin « bifurcus », qui signifie « fourchu » ou « divisé en deux branches ». Cette étymologie reflète probablement la morphologie caractéristique des algues de ce genre, notamment leurs branches qui se divisent souvent en deux de manière régulière ou dichotomique. Le suffixe -aria est souvent utilisé en taxinomie pour désigner des groupes présentant une caractéristique commune. Le nom d’espèce bifurcata provient de l'adjectif latin « bifurcatus », qui signifie également « bifurqué » ou « divisé en deux branches ».

## Publication originale
- Ross, R. (1958). The type species of Bifurcaria Stackhouse. Journal of the Linnean Society of London, Botany 55:  753-754. (PDF)

## Utilisations
Bifurcaria bifurcata n'est pas connue pour avoir des utilisations bien précises dans les domaines industriels, cosmétiques ou autres. Elle n'est pas non plus utilisée dans le domaine alimentaire. Elle a été l'objet de plusieurs études mettant en évidence ses potentialités pharmacologiques et son intérêt pour des applications environnementales en termes de dépollution. Elle est par ailleurs une source de diterpènes qui pourraient présenter un intérêt pharmaceutique et une étude préliminaire a montré qu'un extrait de Bifurcaria bifurcata pouvait stopper la prolifération des cellules cancéreuses. Plus récemment, des potentialités anti-oxydantes, et anti-tumorales ont été à nouveau mises en évidence chez Bifurcaria bifurcata.